# صموئيل بال
صموئيل بال (بالإنجليزية: Samuel Ball)‏ هو أكاديمي أسترالي، ولد في 9 يناير 1933، وتوفي في 9 ديسمبر 2009.